# Chronique de Frédégaire
On désigne conventionnellement sous le nom de Chronique de Frédégaire ou Pseudo-Frédégaire une compilation historiographique constituée en plusieurs étapes dans la Gaule du haut Moyen Âge, relevant du genre de la Chronique universelle, et relatant les événements depuis la Création du monde jusqu'au 9 octobre 768 (jour de l'avènement de Charlemagne et de son frère Carloman) dans la version la plus longue.

## Composition
Le découpage qui suit n’est en rien absolu car il n’existe aucune certitude sur les auteurs, leurs sources et les périodes qu’ils ont couvertes. Ce qui paraît certain pour tous les historiens, c’est que Childebrand et son fils Nibelung en ont bien rédigé les dernières parties.

### Une compilation de cinq chroniques
La chronique écrite vers 660, se compose de trente-trois paragraphes (soit quatre livres). Les trois premiers livres, s'étendant jusqu'à l'année 561, ne sont que des listes chronologiques plus ou moins justes, inspirées par le Liber Generationis d'Hippolyte de Rome (écrivain de la première moitié du IIIe siècle) auquel succèdent des Chroniques d'Isidore de Séville (560?-636), de Jérôme de Stridon (347 ?-420) et d'Hydatius. Ces textes servent ici de référence, comme pour bon nombre d'autres ouvrages du Moyen Âge. Vient ensuite, dans le quatrième livre, un résumé des livres I à VI des Dix livres d'histoire de Grégoire de Tours.
En fait, le texte se présente d'abord comme une compilation de cinq chroniques anciennes
- le Liber generationis d'Hippolyte de Rome, c'est-à-dire l'histoire sainte,
- le Chronicum de saint Jérôme,
- les Chroniques d'Hydace de Chaves et d'Isidore de Séville et
- un abrégé des six premiers livres (sur dix) des Historiæ de Grégoire de Tours, qui poussent le récit jusqu'à l'assassinat de Chilpéric Ier en septembre 584), avec jusque-là seulement des ajouts marginaux (comme des listes de rois ou de papes, et
- six paragraphes sur des légendes gauloises avant Grégoire de Tours).

Ensuite commence une « sixième chronique » qui est la partie spécifique de la compilation : elle raconte l'histoire à partir de l'an 584 (24e année du règne de Gontran, roi de Bourgogne). Un premier récit assez développé s'interrompt brusquement sur l'an 641 (4e année du règne de Clovis II), et ce qui suit constitue une série de Continuations (avec une couture narrative, et une reprise d'un récit consistant dans les années 670).
Au § 48 (40e année du règne de Clotaire II, soit 623/24), il est indiqué que le Franc Samo devint alors roi des Wendes, et précisé qu'il régna trente-cinq ans (soit jusqu'en 658, terminus post quem du texte).
Au § 81 est évoqué l'avènement de l'empereur byzantin Constant II Héraclius en 641, dont il est précisé incidemment qu'il finit par refuser de payer tribut aux Sarrazins (ce que « je rapporterai dans l'ordre convenable ») : ce refus intervint aussi en l'an 658. D'autre part, la liste de papes insérée au début s'arrête à Théodore Ier († 14 mai 649). On a donc un ouvrage originel (inachevé) constitué vers l'an 660, et complété bien plus tard.

### Les continuations
Il y a donc un texte original allant jusqu'en 641 (la « Chronique de Frédégaire ») et ensuite des « Continuations de la Chronique de Frédégaire » jusqu'en 768.
On associe à cette chronique trois continuations successivement ajoutées en 736, en 751 et en 768.
- La première reprend une version austrasienne du Liber historiæ Francorum prolongée jusqu'en 736 ;
- La deuxième couvre la période allant de 736 à 751 ;
- La troisième raconte les faits durant le règne de Pépin le Bref jusqu'à l'avènement de ses fils Carloman et Charlemagne en 768.

## Les auteurs

### Le pseudo Frédégaire
Puis débute enfin le travail du pseudo-Frédégaire (pseudo, car nul n’est certain qu’il ait existé). Le cinquième livre est original, couvrant la période de 584 à 641.
La rédaction a été entamée par un ou deux auteurs, burgondes semble-t-il. Le premier a rédigé la période allant de 604 à 613. Le second a ajouté des notes sur les années 614 à 624. De 625 à 642, la rédaction est plus élaborée et se déroule en Austrasie (ce qui pourrait faire penser à deux auteurs, un burgonde et le second austrasien, ou à un seul ayant changé de résidence). Pour cette période, on sent que l’auteur évoluait certainement à la Cour, obtenant des informations directes.
Quant au nom de « Frédégaire » assigné à l'auteur de cet ouvrage, on ne peut le faire remonter qu'à la fin du XVIe siècle. Les deux plus anciens témoignages connus sont les suivants :
- une note marginale du manuscrit no 706 de la Bibliothèque municipale de Saint-Omer (donnant le texte jusqu'en 739), ajoutée par un anonyme dans la seconde moitié du XVIe siècle[2],[Note 1] ;
- et d'autre part le Recueil des antiquitez gauloises et françaises de Claude Fauchet, imprimé chez Jacques du Puy, à Paris, en 1579[3].

L'editio princeps, due à Matthias Flacius (Bâle, 1568), donne le texte comme une continuation anonyme des Histoires de Grégoire de Tours (un « livre XI »). Il y eut ensuite une édition dans les Antiquæ lectiones, seu antiqua monumenta ad historiam mediæ ætatis illustrandam d'Henri Canisius (Ingolstadt, 1602), puis la première édition donnant « Fredegarius Scholasticus » comme nom d'auteur, celle de Marquard Freher (Corpus Francicæ historiæ veteris et sinceræ, etc., Hanau, 1613). En tout cas, on ne sait pas d'où vient ce nom, ni sur quels indices se fondaient ceux qui l'ont introduit au XVIe siècle.
Le débat des spécialistes continue encore largement pour déterminer le nombre des auteurs, leur origine géographique, la structure originale de l'œuvre, etc. Ainsi, Bruno Krusch (éditeur du texte dans la collection Monumenta Germaniæ Historica) voyait déjà trois mains différentes (A, B, C) dans la compilation constituée vers 660 (avec un premier récit 584-613, et un second 613-641). En tout cas, un consensus paraît exister pour dire que le récit 584-641 a une origine bourguignonne (Avenches, Genève ou Chalon-sur-Saône).

### Les continuateurs
Le premier continuateur, est connu sous le nom de « Moine de Laon », il vit très certainement en Austrasie et couvre les années allant de 642 à 736. Il y intègre le Liber historiæ Francorum, chronique rédigée à Saint-Denis ou à Rouen, en le modifiant. L’œuvre a certainement été interrompue par le décès de son auteur. C'est dans cette partie, concernant l'année 685, que l'on trouve la seule allusion historique à Alpaïde, mère de Charles Martel (685-741) et de Childebrand (690-751). Le texte (IV-172) nous dit exactement ceci : « (Pépin II) prit une autre uxor nobilis et elegans (épouse noble et élégante), de qui il eut un fils ». Il n'existe aucun autre texte de cette époque, qui parle de la naissance de Charles ou de sa mère. Ce n'est que bien plus tard, qu'apparaîtront des textes évoquant les origines de la « seconde » épouse.
Le second continuateur, est un grand personnage parfaitement connu, le comte austrasien Childebrand, frère de Charles Martel. Pour les années 736 à 751 qu’il rédige ou dirige, le texte devient plus politique, exaltant les hauts faits des membres de la famille qui détient le pouvoir et aspire au titre suprême.
Le troisième et dernier continuateur n’est autre que Nibelung, le fils de Childebrand, qui poursuit l’œuvre de 751 à 768.

## Intérêt de l'œuvre
La Chronique de Frédégaire est très précieuse, car elle est un des rares documents historiographiques datant de la période mérovingienne,. Si le récit est centré sur les royaumes francs, il fournit également des informations précieuses sur l'histoire de l'Italie et de l'Hispanie (le Royaume wisigoth), et il y a même des paragraphes remarquables sur l'Empire byzantin sous les règnes d'Héraclius et (dans une moindre mesure) de Constant II Héraclius.

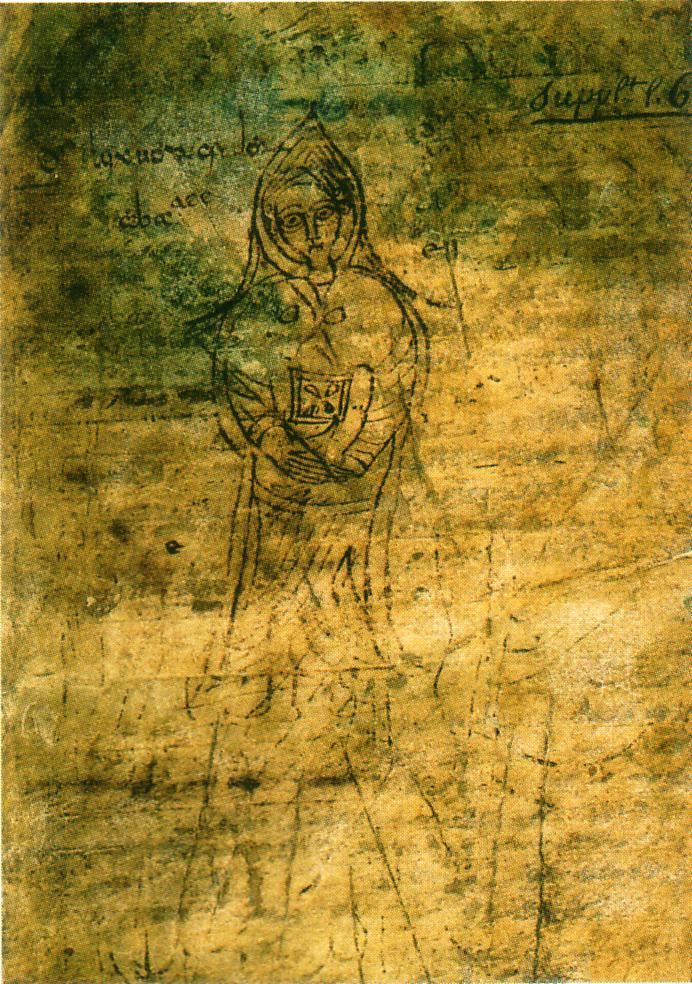
Une page de la chronique du pseudo-Frédégaire. Paris, BNF.

Cependant ce texte sert de référence, car son contenu est totalement corroboré par d’autres documents, histoire byzantine, Liber Pontificalis…

## Intérêt linguistique
Le latin  tourmenté de la Chronique de Frédégaire est fortement influencé par le vernaculaire roman primitif parlé en Gaule mérovingienne à l'époque de sa rédaction. Ses nombreux écarts à la norme classique ont été étudiés et fournissent des données précieuses sur la préhistoire des langues romanes. 
On y a surtout découvert (Chronique II, 62) la toute première attestation d'un verbe conjugué au futur selon le schéma morphologique dit du futur synthétique, inconnu en latin classique et qui prévaut par la suite dans les langues romanes.

## Manuscrits
Nous possédons de cette Chronique trente-quatre manuscrits médiévaux, que Krusch et Wallace-Hadrill groupent en cinq familles (et dans tous ces manuscrits le texte est anonyme). Pour la Chronique proprement dite (récit jusqu'en 641), tous les autres manuscrits dérivent du MS Paris. lat. 10 910, dit « manuscrit de Clermont » (parce qu'ayant fait partie de la Bibliothèque du collège de Clermont), ayant appartenu aussi à Jacques Sirmond, qui date de 678 ou 715 (chronogramme peu lisible) et est dû à un moine bourguignon du nom de Lucerius. Sinon, la plupart des manuscrits anciens sont des copies austrasiennes de la fin du VIIIe  ou du début du IXe siècle.
Le manuscrit de la BNF est illustré de dessins à la plume représentant des personnages stylisés et hiératiques : une sainte coiffée d'un capuchon (f.A), Eusèbe et Jérôme (f.23v.), et le Christ tenant une croix et un livre dans une mandorle (f.75v.).